# Nippon Music Foundation
La Nippon Music Foundation (NMF) è un'organizzazione sotto la supervisione della Divisione per la Promozione delle Arti e della Cultura, Agenzia per gli Affari Culturali, un organo speciale del Ministero della Pubblica Istruzione giapponese. Istituito il 3 marzo 1972, il suo scopo dichiarato è quello di sviluppare reti internazionali di musica e promuovere l'interesse pubblico per la musica.

## Strumenti
NMF ha nella sua dotazione una delle più grandi collezioni di strumenti antichi realizzati dal liutaio Antonio Stradivari (1644-1737), con altri due di Giuseppe Guarneri (1698-1744).
Guarneri del Gesù

### Violini
- 1680 Paganini; Desaint
- 1702 Lord Newlands
- 1706 Dragonetti
- 1708 Huggins
- 1709 Engleman
- 1710 Duc de Camposelice
- 1714 Dolphin; Delfino
- 1716 Otto Booth
- 1717 Sasserno
- 1722 Jupiter; ex-Goding
- 1725 Wilhelmj
- 1727 Paganini; Conte Cozio di Salabue
- 1736 Muntz
- 1740 Ysaÿe

Stradivari
- 1715 Joachim d’Aranyi[1]

### Viola
- 1731 Paganini; Mendelssohn

### Violoncelli
- 1696 Aylesford
- 1730 Feuermann; De Munck; Gardiner
- 1736 Paganini; Ladenburg